# Барманцак
Барманцак (калм. Барванцг, Барманцах) — солёное озеро в Калмыкии (Малодербетовский район) и Волгоградской области (Светлоярский район). Входит в Сарпинские озёра. Площадь — 25,8 км². Высота над морем — 2,8 м.
Место боёв в Великую Отечественную войну.

## Физико-географическая характеристика

### Происхождение
Как и другие озёра водной системы Сарпинско-Даванской ложбины, озеро имеет реликтовое происхождение. Формирование озера связано с нижнехвалынской трансгрессией Каспийского моря. Озеро представляет собой реликт древней дельты, сформировавшейся на протяжении 7 — 8 тысяч лет на месте глубокого эстуария в конце позднего плейстоцена.

### Рельеф, гидрография и климат
Озеро расположено у подножия Ергеней, имеет продолговатую форму: вытянуто с севера на юг. Берега озера низкие, чётко не выражены.
Согласно классификации климатов Кёппена озеро расположено в зоне относительно влажного континентального климата с жарким летом и умеренно холодной зимой. Среднегодовая норма осадков — 345 мм. В условиях значительного испарения роль дождевых осадков в водном режиме озера не велика. Гидрологический режим озера смешанный, природно-антропогенный. С конца 1970-х в озеро сбрасывается избыток воды из Сарпинской оросительно-обводнительной системы.

### Бассейн
Водосборная площадь — 526 км³. В озеро впадают реки Дальняя Ласта и Грязная.

## Населённые пункты
До депортации калмыков на берегах озера имелось несколько населённых пунктов: на западном берегу — хутора Васильев и Фролов, на восточном — населённые пункты Догзмакин, Сарпакин и Ильков (все в границах — Калмыцкой АССР). В настоящее время единственный населённый пункт, расположенный на берегах озера, — хутор Васильев.